# 새예목
새예목(Priapulimorphida)은 새예동물문에 속하는 현존하는 3개의 생물 강 중의 하나이다. 새예강(Priapulimorpha)에 속하는 유일한 목 분류군이다.

## 하위 과
- 새예과 (Priapulidae)
  - 아칸토프리아풀루스속 (Acanthopriapulus)
  - 프리아풀롭시스속 (Priapulopsis)
  - 새예속 또는 자지벌레속 (Priapulus) - 자지벌레(P. bicaudatus) 포함
- 투빌루쿠스과 (Tubiluchidae)
  - 메이오프리아풀루스속 (Meiopriapulus)
  - 투빌루쿠스속 (Tubiluchus)